# Peromyscus maniculatus
Peromyscus maniculatus là danh pháp khoa học của một loài chuột nhắt hoang dại có nguồn gốc từ rừng Bắc Mỹ với tên địa phương là "deer mouse", đã được dịch là chuột nai, hoặc đầy đủ hơn là chuột nhắt rừng Bắc Mỹ. Đây là một loài chuột nhỏ, hiện khá phổ biến trên khắp Hoa Kỳ, ngoại trừ vùng Đông Nam và cực Bắc, thuộc họ Cricetidae, bộ Gặm nhấm, được Wagner mô tả đầu tiên năm 1845. Loài này cũng phân bố khá rộng ở Canađa và Mêxicô.
Chuột nai cùng các loài khác trong chi Peromyscus được chú ý vì là nhân tố lây truyền một số mầm bệnh truyền nhiễm mới bùng phát tương đối gần đây là bệnh do virus Hanta (hantaviruse) và bệnh La-im (bệnh Lyme, phát âm: /laɪm/).

## Mô tả
Cá thể trưởng tthwfnh của loài chuột nai dài khoảng 8 đến 10 cm (không kể đuôi). Đôi mắt to tròn, hai tai khá lớn giúp nó có thị giác và thính giác tốt. Bộ lông mịn thường có màu nâu nhạt, nhưng cũng có thể có màu xám, vàng,... nhưng mặt bụng và các bàn chân luôn có màu trắng.

## Nơi ở
Chuột nai xưa kia vốn là động vật hoang dã, thường làm tổ ở những khu vực ngoài trời có cây cối che phủ, nhưng do đô thị hoá của con người đã xâm lấn nhiều vùng đất tự nhiên và do khả năng thích nghi nhanh chóng của loài, mà phần lớn các quần thể của loài này đã trở thành động vật đô thị. Hiện nay, loài này thường được tìm thấy ở nông thôn, khu vực ngoài trời, các khoảng trống có cây hoặc có mái che quanh nhà nghỉ, nhà kho.
Nơi ở của chuột nai là tổ được nó tận dụng các hốc, hang tự nhiên và được lót thêm bằng các mảnh vụn từ cành cây, lá,... Tuy nhiên, chuột nai có thể xâm lấn vào khu người ở như nhà để xe, nhà kho, thậm chí ở các hòm đồ, đồ chơi nhồi bông, ngăn kéo, lỗ rỗng trên tường và đặc biệt lí tưởng là tầng hầm. Nó có thể xâm nhập vào nhà ở qua các khe hở nhỏ chỉ bằng đồng xu.

## Tập tính
Chuột nai là loài động vật hoạt động ban đêm, còn ban ngày thường chỉ ở quanh quẩn tổ. Nó thường kiếm ăn vào lúc hoàng hôn và trước bình minh. Thức ăn ưa thích là côn trùng, hạt, quả. Tuy nhiên, chúng rất thích gặm nhiều loại đồ đạc trong nhà như dây điện, gỗ ván,... giống như nhiều loài gậm nhấm khác.
Những con non luôn được giữ trong phạm vi tổ, không hoà nhập với các cá thể cùng lứa của loài. Nếu có va chạm, thì thường có tranh chấp. Những con đực cùng lứa ("anh em ruột") tranh chấp nhau ít hung dữ hơn hẳn so với những con đực không ruột thịt, có thể do được mẹ nuôi chung với nhau từ khi sinh ra đến khi cai sữa. Con đực (bố) thường sống cùng "gia đình" và bảo vệ tổ.

## Sinh sản
Chuột cái (mẹ) có thai kì khoảng một tháng (dao động từ 22 đến 28 ngày). Mỗi chuột mẹ đẻ trung bình từ 3-5 con mỗi lứa, nhưng cũng có thể đến 7-8 con. Mỗi năm sinh từ 2 đến 4 lứa trong những tháng ấm áp. Như vậy, mỗi chuột mẹ có thể sinh tối đa mỗi năm 32 con, nên sự phá hoại và truyền bệnh là rất đáng kể. Trong phòng thí nghiệm, chuột nai nuôi nhốt đã có thể sinh tới 14 lứa trong một năm.
Sau khoảng 7-8 tuần được sinh ra, thì chuột con đã đạt đến mức trưởng thành sinh dục. Tuổi sinh lí (tuổi thọ của loài) trung bình là 2 năm, nhưng cũng có nhiều cá thể sống lâu đến 8 năm.
Chuột nai có thể truyền cho người một số bệnh nguy hiểm, thường qua đường hô hấp như hít phải virut trong không khí nhiễm nước tiểu hoặc phân của chuột.

## Hình ảnh

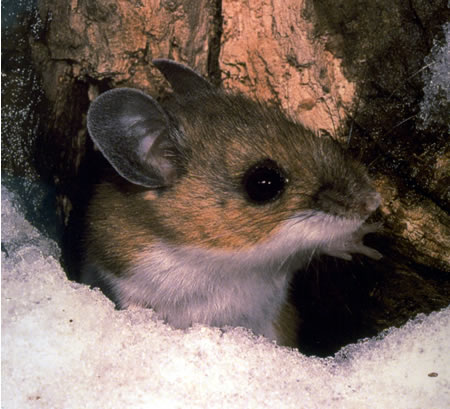
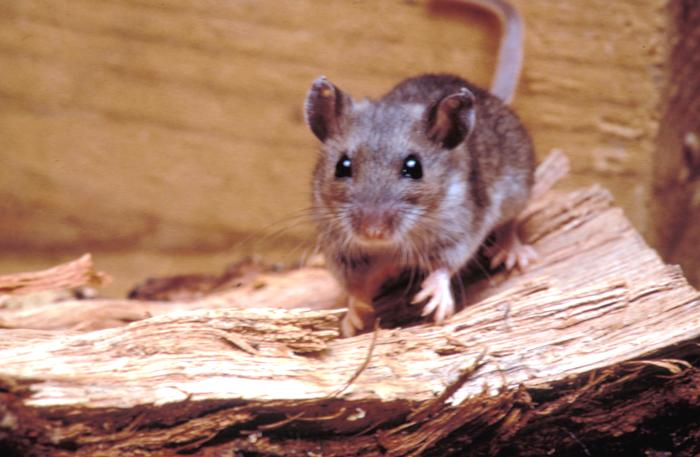
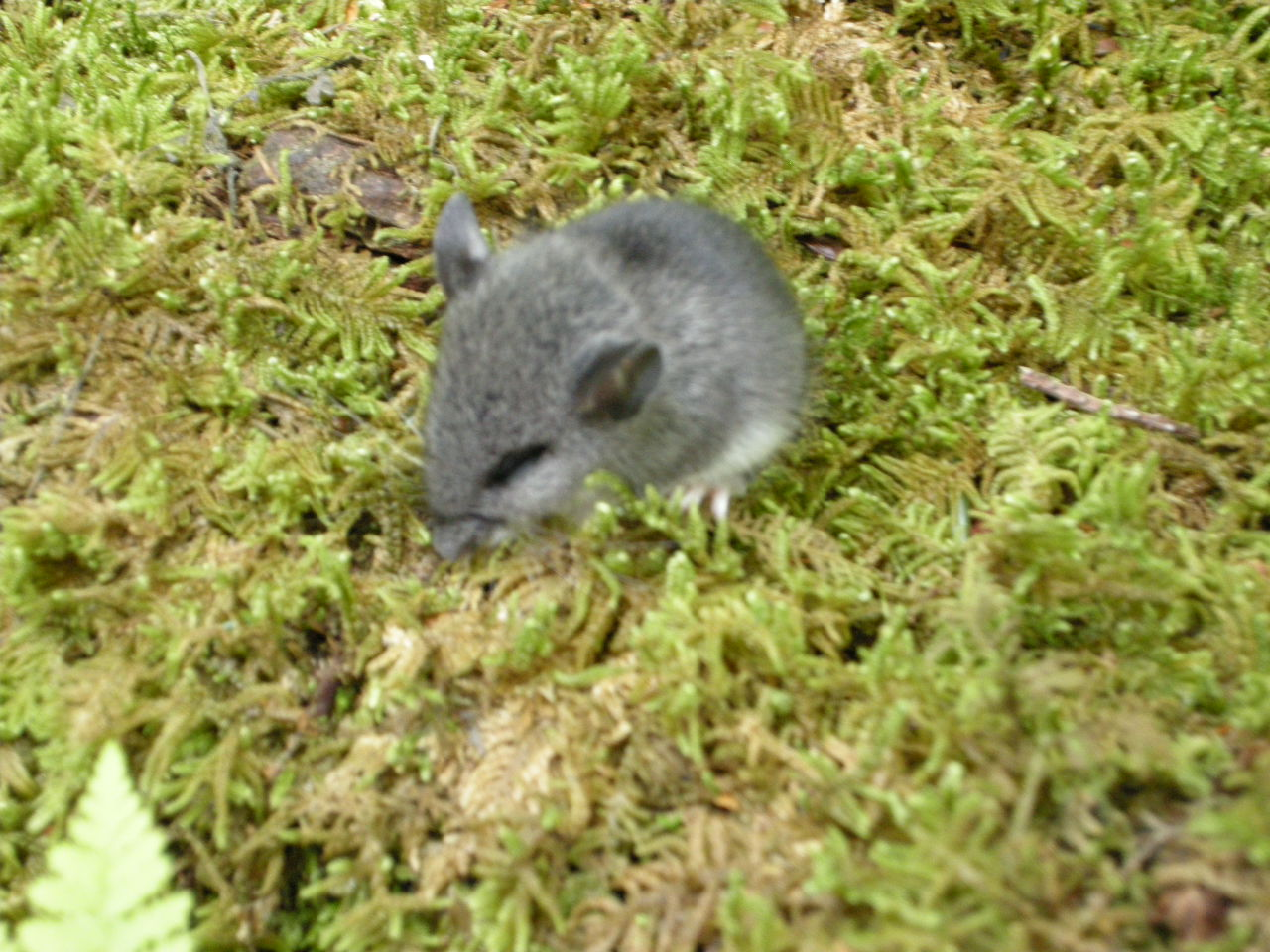
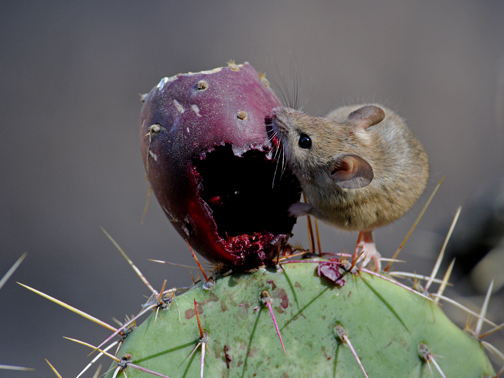